# Aston by Wrenbury
Aston by Wrenbury (lub Aston) – wieś w Anglii, w hrabstwie ceremonialnym Cheshire, w dystrykcie (unitary authority) Cheshire East.
Przebiega przez nią szlak pieszy South Cheshire Way.